# Partito Libero Estone
Il Partito Libero Estone (in estone: Eesti Vabaerakond - EVA) è stato un partito politico estone di orientamento conservatore-liberale fondato nel 2014; nel 2020 si è fuso col Partito della Biodiversità (Elurikkuse Erakond) dando luogo al Partito Estone del Futuro (Eesti Tulevikuerakond).

## Storia
Il partito nasce il 20 settembre 2014 su iniziativa dell'associazione "Cittadino Patriottico Libero" (Vaba Isamaaline Kodanik), fondata nel febbraio precedente da alcuni esponenti dell'Unione della Patria e Res Publica, tra cui Andres Herkel (deputato al Riigikogu dal 1999). Il nuovo soggetto politico vede l'adesione di personalità di spicco quali Tarmo Kõuts, capo delle Forze armate estoni dal 2000 al 2006, e Jüri Adams, già ministro della giustizia e deputato.
Alle parlamentari del 2015 il partito ottiene l'8,7% dei voti e 8 seggi, collocandosi all'opposizione del governo guidato dal riformatore Taavi Rõivas; alle successive parlamentari del 2019 perde la propria rappresentanza, fermandosi all'1,1%.
Il 20 agosto 2019 viene stabilita la fusione col Partito della Biodiversità, formazione euroscettica e ambientalista fondata nel 2018 (0,9% alle europee del 2019 e 1,2% alle parlamentari dello stesso anno): si costituisce così il Partito Estone del Futuro.

## Risultati elettorali
| Elezione          | Voti   | %    | Seggi   |
| ----------------- | ------ | ---- | ------- |
| Parlamentari 2015 | 49.883 | 8,69 | 8 / 101 |
| Parlamentari 2019 | 6.461  | 1,15 | 0 / 101 |